# Dobrenjski potok
Dobrénjski potok je levi pritok Pesnice pri Dolnji Počehovi v severnem delu Slovenskih goric. Začne se v gozdnati grapi pod vasjo Kresnica in teče najprej po ozki dolini proti jugovzhodu, nato se obrne na jug in teče naprej po nekoliko širšem dolinskem dnu skozi razloženi naselji Zgornje in Spodnje Dobrenje vse do izliva v Pesnico. Ima zelo ozko porečje, zato dobiva z obeh strani le kratke in majhne pritoke, njegova dolina pa je bila nekoč, podobno kot ob ostalih sosednjih pritokih Pesnice (t. i. doli), zaradi srednjemiocenskih laporjev v podlagi ter majhnega strmca zelo mokrotna, izpostavljena poplavam in skoraj neposeljena.
Današnja podoba potoka in doline ob njem je povsem drugačna, saj so med leti 1994–1996 po dolini zgradili 10 km dolg odsek štajerske avtoceste med Pesniško dolino in Šentiljem. Za avtocesto so porabili precejšen del dolinskega dna, hkrati so tudi na več odsekih regulirali potok in ga speljali bolj ali manj tik ob avtocesti. Po izgradnji avtoceste so na potoku izvedli več ukrepov renaturacije, tako da je struga večinoma gosto obraščena z obvodnim grmovjem in drevjem, med potokom in avtocesto pa so ostala manjša mokrišča. Ti ukrepi so bili zelo pomembni, saj se neposredno v potok steka padavinska voda z avtoceste, ob nesrečah pa obstaja velika nevarnost izliva goriv in drugih nevarnih snovi v potok, kot se je npr. zgodilo 1. aprila 2016.